# Dolmen de Degernau

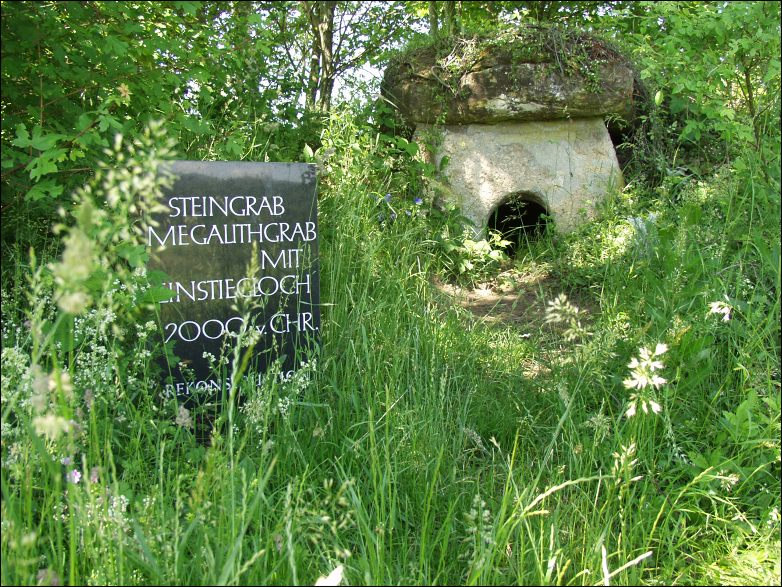
Reconstrucción del dolmen de Degernau

El dolmen de Degernau es una tumba de grandes piedras con dolmenes de la cultura megalítica en Degernau, un barrio del municipio Wutöschingen en el distrito de Waldshut en Baden-Wurtemberg, Alemania.
La tumba de la época de 2000 A.C. fue descubierta en 1936 y reconstruida en 1970. Su placa de cubierta pesa aproximadamente 3,3 toneladas. En la placa del frontón hay un hueco orbicular llamado hueco de las almas. Según la creencia de entonces el alma o bien el espíritu del muerto pudo salir y entrar libremente.

## Enlaces
- Wikimedia Commons alberga una categoría multimedia sobre Dolmen de Degernau.
- Dolmen de Degernau

- Datos: Q1235917
- Multimedia: Dolmen von Degernau / Q1235917